# NXT Stand & Deliver (2024)
NXT Stand & Deliver (2024) – czwarta gala wrestlingu w chronologii cyklu NXT Stand & Deliver wyprodukowana przez federację WWE dla zawodników z brandu NXT. Odbyła się 6 kwietnia 2024 w Wells Fargo Center w Filadelfii w stanie Pensylwania w ramach WrestleMania Weekend, a także odbyła się tego samego dnia co noc pierwsza WrestleManii XL ze specjalnym czasem rozpoczęcia o godzinie 12:00 czasu wschodniego. Meta-Four (Noam Dar, Oro Mensah, Lash Legend i Jakara Jackson) byli gospodarzami gali.
Na gali odbyło się siedem walk, w tym jedna w pre-show Countdown to Stand & Deliver. W walce wieczoru, Trick Williams pokonał Carmelo Hayesa. W innych ważnych walkach, Ilja Dragunov pokonał Tony’ego D’Angelo broniąc NXT Championship oraz Roxanne Perez pokonała Lyrę Valkyrię zdobywając NXT Women’s Championship. Na gali ogłoszono nowy kobiecy tytuł zwany NXT Women’s North American Championship, a także pojawiła się nowa sygnatariuszka WWE Giulia, która wcześniej występowała w World Wonder Ring Stardom.

## Produkcja

### Tło
Stand & Deliver to coroczna gala wrestlingu organizowana podczas tygodnia WrestleManii przez WWE dla jej rozwojowego brandu NXT od 2021 roku. 8 listopada 2023 roku WWE ogłosiło, że czwarta gala Stand & Deliver odbędzie się w sobotę 6 kwietnia 2024 roku w Wells Fargo Center w Filadelfii w stanie Pensylwania w ramach WrestleMania Weekend, odbywającego się tego samego dnia co noc pierwsza WrestleManii XL ze specjalnym czasem rozpoczęcia o godzinie 11:30 czasu wschodniego. Emisja była przeprowadzana na żywo za pośrednictwem serwisu strumieniowego Peacock w Stanach Zjednoczonych i WWE Network w większości rynków międzynarodowych. Sprzedaż biletów rozpoczęła się 17 listopada.

### Rywalizacje
NXT Stand & Deliver oferowało walki profesjonalnego wrestlingu z udziałem wrestlerów należących do brandu NXT. Wyreżyserowane rywalizacje (storyline’y) były kreowane podczas cotygodniowych gal NXT i uzupełniający program transmisji strumieniowej online Level Up. Wrestlerzy są przedstawieni jako heele (negatywni, źli zawodnicy i najczęściej wrogowie publiki) i face’owie (pozytywni, dobrzy i najczęściej ulubieńcy publiki), którzy rywalizują pomiędzy sobą w seriach walk mających budować napięcie. Kulminacją rywalizacji jest walka wrestlerska lub ich seria.

#### Pojedynek o NXT Championship oraz Trick Williams vs. Carmelo Hayes
Na Vengeance Day 4 lutego, Trickowi Williamsowi, któremu towarzyszył Carmelo Hayes, nie udało się zdobyć NXT Championship od Ilji Dragunowa. Po walce, Hayes zaatakował Williamsa stalowym krzesłem, kończąc ich współpracę i przy okazji przechodząc heel turn. W następnym odcinku NXT, Hayes ujawnił, że to on zaatakował Williamsa w październiku 2023 roku, a jego celem był Dragunov i NXT Championship. 27 lutego na odcinku NXT, Tony D’Angelo powiedział Dragunovowi, że jest gotowy zdobyć szansę na walkę o NXT Championship, na co Dragunov się zgodził. Następnie Generalna Menadżerka NXT Ava ustaliła walkę pomiędzy Hayesem i D’Angelo na Roadblock, aby wyłonić pretendenta nr 1 do NXT Championship na Stand & Deliver, którą wygrał D’Angelo. Po walce Williams powrócił i zaatakował Hayesa w ringu. W następnym tygodniu na odcinku NXT, Williams wyzwał Hayesa na walkę na Stand & Deliver, która następnie została ogłoszona oficjalną. 28 marca Shawn Michaels ogłosił, że walka została wystawiona na pozycję main eventu Stand & Deliver, co uczyniło Hayesa i Williamsa pierwszymi dwoma czarnymi mężczyznami w walce wieczoru Stand & Deliver i pierwszymi dwoma czarnymi mężczyznami w walce wieczoru PLE od czasu The Rocka i Bookera T na SummerSlam w 2001 roku.

#### Pojedynek o NXT Tag Team Championship
5 marca Generalna Menadżerka NXT Ava ogłosiła, że w ciągu najbliższych trzech tygodni odbędą się trzy walki tag teamowe: Latino World Order ze SmackDown (Joaquin Wilde i Cruz Del Toro) vs. OTM (Bronco Nima i Lucien Price), Axiom i Nathan Frazer vs. No Quarter Catch Crew (Drew Gulak, Damon Kemp lub Myles Borne) oraz Hank Walker i Tank Ledger vs. The O.C. (Luke Gallows i Karl Anderson). Zwycięzcy każdej walki awansują do triple threat tag team matchu, który odbędzie się 2 kwietnia na odcinku NXT. Axiom i Frazer wygrali triple threat tag team match i zdobyli walkę o NXT Tag Team Championship przeciwko Baronowi Corbinowi i Bronowi Breakkerowi na Stand & Deliver.

#### Pojedynek o NXT Women’s Championship
Na Vengeance Day 4 lutego, Lyra Valkyria pokonała Roxanne Perez i Lolę Vice w triple threat matchu, aby zachować NXT Women’s Championship; gdzie walką był pierwotnie singles match pomiędzy Valkyrią i Perez, jednak Vice zrealizowała swój kontrakt z turnieju Breakout w trakcie trwania walki. Po tej gali przez następne kilka tygodni, Perez była coraz bardziej sfrustrowana w damskiej szatni z powodu nieotrzymania rewanżu. Na Roadblock, po tym jak Valkyria i jej partnerka z tag teamu Tatum Paxley przegrały walkę o WWE Women’s Tag Team Championship, Perez zaatakowała Valkyrię i skontuzjowała jej ranię, przechodząc przy tym heel turn. W następnym tygodniu na odcinku NXT, Perez żądała od Generalnej Menadżerki NXT Avy, aby pozbawiła Valkyrię tytułu z powodu kontuzji po zeszłotygodniowym ataku i przyznała go jej jako „kobiecie, która nigdy nie straciła tytułu”. ale Ava odrzuciła żądanie, chcąc poczekać, aż poznamy pełny zakres kontuzji Valkyrii. Tydzień później, Perez pokonała Paxley poprzez poddanie. Po walce, Valkyria wróciła i pokłóciła się z Perez, ale ta miała przewagę. Pomimo kontuzji Valkyria powiedziała Avie, że chce walki z Perez o tytuł na Stand & Deliver, która została oficjalnie ogłoszona.

#### Pojedynek o NXT North American Championship
12 marca na odcinku NXT, Dijak skonfrontował się z NXT North American Championem Oba Femim i rzucił mu wyzwanie, aby sprawdził, czy Femi ma to, czego potrzeba, aby „być prawdziwym mistrzem”. Później tej nocy, Femi pokonał Brooksa Jensena i zachował tytuł. W następnym tygodniu, partner Jensena w tag teamie, Josh Briggs, nie zgodził się z brakiem litości Femiego wobec Jensena i wyzwał go na walkę o tytuł. Następnie pojawił się Dijak i zażądał walki o tytuł. Następnie doszło do bójki pomiędzy całą trójką. Tydzień później, Dijak i Briggs wygrali swoje walki. Następnie Femi ogłosił, że będzie bronił swojego tytułu przeciwko Dijakowi i Briggsowi w triple threat matchu na Stand & Deliver, który został oficjalnie ogłoszony.

#### Thea Hail, Fallon Henley i Kelani Jordan vs. Jacy Jayne, Kiana James i Izzi Dame
15 sierpnia 2023 roku na odcinku NXT, Jayne pokonała Theę Hail z Chase University. Za kulisami po walce Jayne pochwaliła Hail, a następnie została jej mentorką, przechodząc face turn po raz pierwszy od 2021 roku, a Jayne ostatecznie dołączyła do Chase University. Około stycznia 2024 roku, Jayne przyjęła nową protegowaną, Jazmyn Nyx, która pomagała Jayne wygrywać walki, oszukując, czego Hail odmówiła. 12 marca 2024 roku na odcinku NXT, Hail i Fallon Henley przegrały tag team match po tym, jak Jayne odmówiła bycia partnerką Hail w poprzednim tygodniu. Emocjonalna Hail stwierdziła, że zmieniła cały swój wygląd i osobowość, aby bardziej przypominać Jayne, która była jej idolką, ale teraz zdaje sobie sprawę, jak toksyczna jest naprawdę Jayne, wyrzekając się swojej przyjaźni z Jayne i deklarując, że wraca do „starej Thei Hail”. W następnym tygodniu, Jayne (wraz z Nyx) zwróciła się przeciwko Chase University, przy okazji obydwie przeszły heel turn. 2 kwietnia, ogłoszono oficjalnie six-woman tag team match na Stand & Deliver, w którym Hail, Henley i Kelani Jordan zmierzą się z Jayne, Kianą James i Izzi Dame.

#### Shawn Spears vs. Joe Gacy
26 marca na odcinku NXT, Joe Gacy odebrał charakterystyczne dla Shawna Spearsa stalowe krzesło podczas walki tego ostatniego z Dijakiem, który następnie przegrał. Później tej nocy, Spears był przesłuchiwany na zewnątrz budynku i powiedział, że Gacy jest teraz na jego radarze. Następnie Gacy upuścił krzesło Spears ze szczytu Performance Center na chodnik i zaczął się śmiać. W następnym tygodniu, Gacy miał zmierzyć się z NXT North American Championem Obą Femim w non-title matchu, ale podczas wejścia Gacy’ego Spears zaatakował go krzesłem od tyłu i powiedział Gacy’emu, żeby „zaczął się śmiać”; Gacy później przegrał walkę. Później tej samej nocy, Gacy poszedł do biura Avy i poprosił o walkę ze Spearsem na Stand & Deliver, na co Ava się zgodziła. Następnie walka został oficjalnie ogłoszona na pre-show Countdown to Stand & Deliver.

## Wyniki walk
| Nr                                                                   | Wyniki | Stypulacje                                            | Czas  |
| -------------------------------------------------------------------- | --- | ----------------------------------------------------- | ----- |
| 1P                                                                   | Joe Gacy pokonał Shawna Spearsa poprzez pinfall | Singles match                                         | 9:04  |
| 2                                                                    | Baron Corbin i Bron Breakker (c) pokonali Axioma i Nathana Frazera poprzez pinfall                                                                                         | Tag team match o NXT Tag Team Championship            | 11:22 |
| 3                                                                    | Oba Femi (c) pokonał Dijaka i Josha Briggsa poprzez pinfall | Triple threat match o NXT North American Championship | 15:00 |
| 4                                                                    | Thea Hail, Fallon Henley i Kelani Jordan (z Andre Chasem, Duke Hudsonem i Rileyem Osbornem) pokonały Jacy Jayne, Kianę James i Izzi Dame (z Jazmyn Nyx) poprzez submission | Six-woman tag team match                              | 11:41 |
| 5                                                                    | Roxanne Perez pokonała Lyrę Valkyrię (c) poprzez submission | Singles match o NXT Women’s Championship              | 16:19 |
| 6                                                                    | Ilja Dragunov (c) pokonał Tony’ego D’Angelo (z Channingiem „Stacks” Lorenzo, Lucą Crusifino i Adrianą Rizzo) poprzez pinfall                                               | Singles match o NXT Championship                      | 17:06 |
| 7                                                                    | Trick Williams pokonał Carmelo Hayesa poprzez pinfall | Singles match                                         | 14:47 |
| (c) – mistrz/mistrzyni przed walkąP – walka miała miejsce w pre-show | |                                                       |       |

### Turniej NXT Tag Team Championship Eliminator
|  |                                                       |                                                       |                                    |                       |                       |                                         |                                         |                        |
|  | Pierwsza runda NXT (12 i 19 marca)                    | Pierwsza runda NXT (12 i 19 marca)                    | Pierwsza runda NXT (12 i 19 marca) |                       |                       | Finał NXT (2 kwietnia)                  | Finał NXT (2 kwietnia)                  | Finał NXT (2 kwietnia) |
|  | Pierwsza runda NXT (12 i 19 marca)                    | Pierwsza runda NXT (12 i 19 marca)                    | Pierwsza runda NXT (12 i 19 marca) |                       |                       | Finał NXT (2 kwietnia)                  | Finał NXT (2 kwietnia)                  | Finał NXT (2 kwietnia) |
|  |                                                       |                                                       |                                    |                       |                       |                                         |                                         |                        |
|  |                                                       |                                                       |                                    |                       |                       |                                         |                                         |                        |
|  | Latino World Order (Joaquin Wilde i Cruz Del Toro)    | Latino World Order (Joaquin Wilde i Cruz Del Toro)    | Pin                                |                       |                       |                                         |                                         |                        |
|  | Latino World Order (Joaquin Wilde i Cruz Del Toro)    | Latino World Order (Joaquin Wilde i Cruz Del Toro)    | Pin                                |                       |                       |                                         |                                         |                        |
|  | OTM (Bronco Nima i Lucien Price)                      | OTM (Bronco Nima i Lucien Price)                      | 10:46                              |                       |                       |                                         |                                         |                        |
|  | OTM (Bronco Nima i Lucien Price)                      | OTM (Bronco Nima i Lucien Price)                      | 10:46                              |                       |                       |                                         |                                         |                        |
|  |                                                       |                                                       |                                    |                       |                       |                                         |                                         |                        |
|  | Latino World Order (Joaquin Wilde i Cruz Del Toro)    | Latino World Order (Joaquin Wilde i Cruz Del Toro)    | 10:48                              |                       |                       |                                         |                                         |                        |
|  | Latino World Order (Joaquin Wilde i Cruz Del Toro)    | Latino World Order (Joaquin Wilde i Cruz Del Toro)    | 10:48                              | Axiom i Nathan Frazer | Axiom i Nathan Frazer | Pin                                     |                                         |                        |
|  |                                                       |                                                       | Axiom i Nathan Frazer              | Axiom i Nathan Frazer | Axiom i Nathan Frazer | Pin                                     | Pin                                     |                        |
|  | No Quarter Catch Crew (Charlie Dempsey i Myles Borne) | No Quarter Catch Crew (Charlie Dempsey i Myles Borne) | Axiom i Nathan Frazer              | Axiom i Nathan Frazer | 9:32                  |                                         | Pin                                     |                        |
|  | No Quarter Catch Crew (Charlie Dempsey i Myles Borne) | No Quarter Catch Crew (Charlie Dempsey i Myles Borne) |                                    |                       | 9:32                  | The O.C. (Luke Gallows i Karl Anderson) | The O.C. (Luke Gallows i Karl Anderson) | –                      |
|  |                                                       |                                                       |                                    |                       |                       | The O.C. (Luke Gallows i Karl Anderson) | The O.C. (Luke Gallows i Karl Anderson) | –                      |
|  |                                                       |                                                       |                                    |                       |                       |                                         |                                         |                        |
|  | Hank Walker i Tank Ledger                             | Hank Walker i Tank Ledger                             | 7:52                               |                       |                       |                                         |                                         |                        |
|  | Hank Walker i Tank Ledger                             | Hank Walker i Tank Ledger                             | 7:52                               |                       |                       |                                         |                                         |                        |
|  | The O.C. (Luke Gallows i Karl Anderson)               | The O.C. (Luke Gallows i Karl Anderson)               | Pin                                |                       |                       |                                         |                                         |                        |
|  | The O.C. (Luke Gallows i Karl Anderson)               | The O.C. (Luke Gallows i Karl Anderson)               | Pin                                |                       |                       |                                         |                                         |                        |